# Final cut (cinéma)
Pour l’article homonyme, voir Final Cut.
Le terme final cut est un anglicisme qui désigne le montage définitif ou montage final d'un film cinématographique.
En France, et dans certains autres pays européens qui sont sous le régime du droit d'auteur, et contrairement aux idées reçues, le final cut est en fait de plein droit partagé entre l'auteur (le réalisateur) ou les auteurs (scénariste, dialoguiste, compositeur de la musique originale, ou toute autre personne reconnue comme étant « à apport créatif »), et le producteur qui achète le droit d'exploitation de l'œuvre pour une durée déterminée et pour des territoires précis.
Aux États-Unis, sous le régime du copyright (droits), l'auteur vend son œuvre au producteur qui, de ce fait, en devient le seul propriétaire et reste le décisionnaire du montage final présenté au public. Pour pallier cette situation, le réalisateur d'un pays soumis au copyright, dès qu'il est un peu connu, cherche à devenir lui aussi producteur ou coproducteur de ses propres œuvres dans le but de récupérer le final cut (aussi nommé final cut privilege).
Certains films sont rediffusés avec la mention director's cut, ce qui correspond à un montage conforme aux vœux du réalisateur.

## Exemples
- Blade Runner est un exemple de film dont il existe plusieurs versions de montage.
- Alexandre de 2004 en est un autre exemple.